# Aigremont (Yonne)
Aigremont è un comune francese di 73 abitanti situato nel dipartimento della Yonne, nella regione della Borgogna-Franca Contea.

## Società

### Evoluzione demografica
Abitanti censiti